# Stina Hellgren
Stina Hellgren, född 1864, var en svensk rösträttsaktivist. Hon var verksam i kampanjen för införandet av kvinnlig rösträtt i Sverige, och ordförande för Föreningen för kvinnans politiska rösträtt i Malmö 1904-1908 och 1910-1913. 